# Tout est pardonné (film)
Pour les articles homonymes, voir Tout est pardonné.
Pour plus de détails, voir Fiche technique et Distribution.
Tout est pardonné est un film franco-allemand réalisé par Mia Hansen-Løve, sorti le 26 septembre 2007.

## Synopsis
À Vienne, en 1995, Victor habite avec Annette et leur fille Pamela, six ans. Victor, écrivain et journaliste, fuit le travail, s'abîme dans l'oisiveté et passe le plus clair de son temps à l'extérieur. 
Au vu de la dégradation de leur couple, sa compagne Annette et lui décident de retourner à Paris, où le contexte semble plus favorable à leur épanouissement. Pourtant, lors de son arrivée en France, Victor sombre de nouveau et habite chez une droguée, en s'adonnant lui-même à ses addictions. Son couple avec Annette se délite, et celle-ci quitte Victor, puis disparaît avec leur fille.
Onze ans plus tard, Pamela a dix-sept ans et vit à Paris, toujours chez sa mère. Elle apprend un jour que son père y est aussi et décide de le revoir.

## Fiche technique
- Titre original : Tout est pardonné
- Réalisation : Mia Hansen-Løve (assistée de Thomas Longuet)
- Scénario : Mia Hansen-Løve
- Directeur de la photographie : Pascal Auffray
- Montage : Marion Monnier
- Son : Vincent Vatoux et Olivier Goinard (mixage)
- Costumes : Éléonore O'Byrne et Sophie Lifschitz
- Décors : Sophie Reynaud et Thierry Poulet
- Producteur : David Thion et Philippe Martin
- Sociétés de production : Les Films Pelléas
- Pays d'origine :  France,  Allemagne
- Langues : français, allemand
- Genre : drame
- Durée : 105 minutes
- Dates de sortie : 
  - France : 26 septembre 2007

## Distribution
- Paul Blain : Victor
- Constance Rousseau : Pamela adolescente
- Marie-Christine Friedrich : Annette
- Victoire Rousseau : Pamela enfant
- Carole Franck : Martine
- Olivia Ross : Gisèle
- Alice Langlois : Judith
- Pascal Bongard : André
- Éleonore Rousseau : Alix
- Claude Duneton : le grand-père
- Alice Meiringer :Karine
- Katrin Daliot : Agnès
- Elena Fischer-Dieskau : Nektar

## Projet et réalisation
Tout est pardonné est le premier long-métrage de Mia Hansen-Løve, qui, après des cours d'art dramatique, a été critique aux Cahiers du cinéma. Le film est dédié à la mémoire du producteur Humbert Balsan, qui s'est donné la mort durant la période d'écriture du projet et dont la réalisatrice était amicalement proche (son deuxième film, Le Père de mes enfants (2009), sera entièrement basé sur la vie de Balsan). 
Le film est tourné à Vienne en Autriche, à Paris et en Corrèze.

## Accueil de la critique
Ce premier film de Mia Hansen-Løve est très bien accueilli par la critique. Jean-Marc Lalanne dans Les Inrocks y voit un « film bouleversant » sur la « douleur et réconciliation entre un père et une fille » porté par une jeune actrice, Constance Rousseau, « toute en grâce délicate et fragilité de porcelaine ». Dans les Cahiers du cinéma, Jean-Michel Frodon loue la mise en scène qui réussit à "filmer chaque scène comme si elle était la première et la dernière, comme si le sort du monde entier pouvait s'y jouer, comme si elle était tout le film". Jacques Mandelbaum est particulièrement enthousiaste dans Le Monde, soulignant l'aboutissement du film, rare selon lui pour une première œuvre, auquel il attribue les qualités d'« élégance, limpidité, profondeur [à la] stupéfiante justesse de la mise en scène, aussi précise, sensible et fulgurante qu'un rayon laser » grâce notamment à l'usage des temporalités et des ellipses.

## Distinctions

### Récompenses
- Primé sur scénario dans le cadre de l'aide à la création de la Fondation Gan pour le cinéma en 2004[4]
- Prix Louis-Delluc du premier long-métrage 2007 (ex-æquo avec Naissance des pieuvres de Céline Sciamma)

### Nomination
- César 2008 : meilleur premier film.

### Sélection
- Festival de Cannes 2007 : Quinzaine des réalisateurs